# Danske mesterskaber i atletik 1905
Danske mesterskaber i atletik 1905 var det 12. Danske mesterskaber i atletik og afholdes i København 3. september. Mesterskabet var åben for udenlandske deltager.
| Disciplin     | Guld                                            | Sølv                                      | Bronze                                 |
| ------------- | ----------------------------------------------- | ----------------------------------------- | -------------------------------------- |
| 100 meter     | Axel Petersen Freja København 11.4              | Otto Bock Odense GF ?                     | Carl Georg Christensen Københavns FF ? |
| ¼ mile        | Georg Bank Kristiania IF 56,0                   | J. Larsen Idrætsforeningen Urania 58,0    | Ernst Henry Thode IF Sparta 58,2       |
| ½ mile        | K. Karlfeldt Göteborg 2,08,6                    |                                           |                                        |
| 1 mile        | Peter Hansen Odense GF 4:54.4                   | August Christian Børner Kolding IF ?      | Carl Jørgensen Københavns FF ?         |
| 1 dansk mil   | Martin Schrøder AIK 95 26,24,4                  | Kjeld Nielsen Ben Hur 27,30,8             | Viggo Pedersen Københavns FF ?         |
| 120 yards hæk | Georg Bank Kristiania IF 17,4                   | -                                         | -                                      |
| Højdespring   | Halfdan Bjølgerud Ørnulf 1,705                  | Georg Bank Kristiania IF 1,625            |                                        |
| Stangspring   | Frederik Jensen Odense GF 2,93                  | J. Ludvigsen Idrætsforeningen Urania 2,88 | Robert Madsen Odense GF 2,80           |
| Længdespring  | Carl Georg Christensen Københavns FF 6.34 DR    |                                           |                                        |
| Kuglestød     | Erik Lemming IS Lyckans Soldater Göteborg 11,20 |                                           |                                        |
| Diskoskast    | Vigand Møller Odense GF 30,97                   | Jørgen From Odense GF 29,12               | Carl Jensen Odense GF 27,64            |
| Hammerkast    | Aage Petersen Freja København 30,45             | Vigand Møller Odense GF 28,23             | Carl Jørgensen Københavns FF 27,93     |
| Spydkast      | Erik Lemming IS Lyckans Soldater Göteborg 51,40 |                                           |                                        |
| Femkamp       | Stefan Rasmussen Freja København                |                                           |                                        |
| Tikamp        | Harald Grønfeldt Freja København 3336,00        |                                           |                                        |
| 15km cross    | Julius Jørgensen AIK 95 47.28                   |                                           |                                        |
| 1 mile gang   | Arne Højme Københavns FF 7,11,6                 |                                           |                                        |
| 1 mile gang   | Aage Rasmussen AIK 95 38,41,0                   |                                           |                                        |
| 50km gang     | Carl Christensen Københavns FF 3,45,41,0        |                                           |                                        |
Kilder: 
- DAF i tal
- Dansk Sportsleksikon udgivet i samarbejde med Dansk Idræts-Forbund. Redaktion Axel Lundqvist Andersen og Jørgen Budtz-Jørgensen. Bind 1 og 2. Standard-forlaget 1944

| Atletik | Spire Denne artikel om atletik er en spire som bør udbygges. Du er velkommen til at hjælpe Wikipedia ved at udvide den. |